# Bibans
Los Bibans (en árabe: البيبان‎, al-Bībān; en lenguas bereberes: ⵉⵡⴰⵏⵓⵖⴻⵏ, Iwanughen) es una cadena  montañosa del norte de Argelia que culminan a 1862 metros de altitud, entre el valle del río Sahel-Soummam y las elevadas llanuras de Medjana en la «Pequeña Cabilia» y que constituye una parte del Atlas teliano.
En parte territorio de la tribu cabilia de los Aït Abbas (Beni Abbès), ha estado marcada, entre los  siglos XVI y XIX, por la influencia de la Kalâa de los Beni Abbès y del reino epónimo.

## Toponimia
Este macizo montañoso es el lugar de un paso estratégico llamado en bereber Taggurt («la puerta»); el uso a menudo considera dos pasos (uno pequeño y otro grande), en plural se llama también Taggurt («las puertas»). Son palabras  bereberes a las que se les ha dado el nombre árabe (al-Bībān),  y después en francés las Puertas de Hierro, ; luego, por extensión en estas dos lenguas, la palabra árabe Bibans («las puertas») se empleó para designar el macizo montañoso entero.
Antes  de la colonización francesa, este macizo montañoso se llamaba  en árabe Ouannougha, que derivaba del nombre bereber  macizo ⵉⵡⴰⵏⵓⵖⴻⵏ (Iwanughen). El nombre de Ouanougha  lo lleva ahora el único  bosque de cedros de este macizo, ubicado sobre la vertiente norte del jebel Choukchot, segunda cumbre más elevada del macizo (aproximadamente 1 820 m).
Los Romanos llamaban a la cadena mons Ferratus («montaña de hierro»).

## Geografía

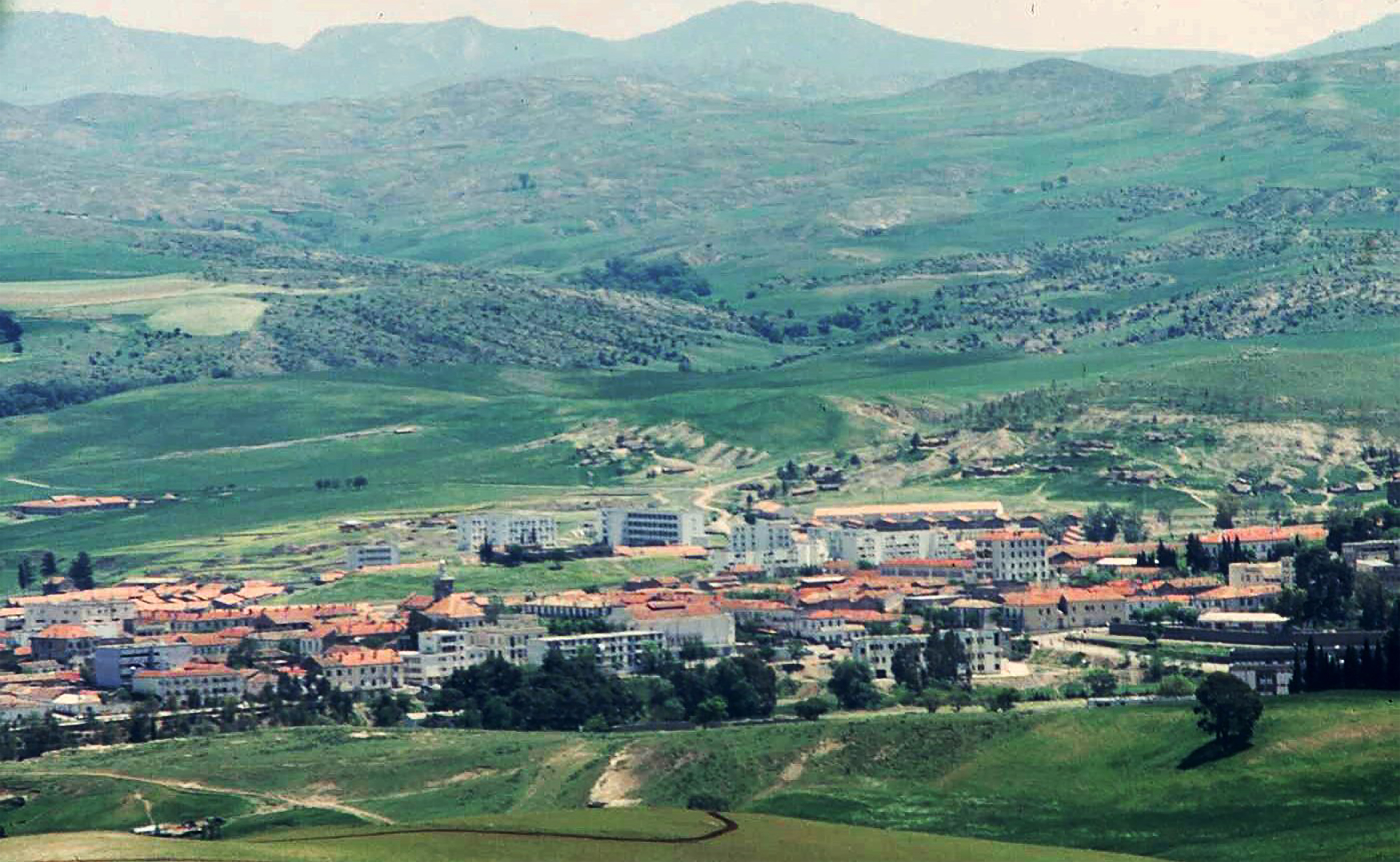
Vista sobre los Bibans de Sour El-Ghozlane

Los Bibans es una cadena  montañosa de rocas esquistosas y margosas  de la Argelia central,  y forman parte de Atlas telliano, dominando la llanura de los Beni Slimane y la depresión del uadi Sahel-Soummam.
La cadena  tiene dos desfiladeros  estrechos y difíciles   (los Biban o Puertas) que aseguran el paso del valle del uadi Sahel a la cuenca del uadi Bou Sellam. Estos desfiladeros que se cruzan con dificultad fueron excavados  en  los estratos  de esquistos margososs plegados verticalmente , las gargantas están atravesadas por el uadi Chebba (Bab el-kebir) y por el uadi Bou Ktoun (Bab eres-Sghir).
El macizo de los Bibans se extiende desde el  macizo del Titteri al oeste a  los Babors al este, y la  cadena del Djurdjura al sur , donde se une con  el Hodna. Se extiende sobre tres provincias : Bouira, Bordj Bou Arreridj y Bugía.
Los montes  son principalmente calcáreos, y da lugar a un modelado  kárstico donde se suceden cuevas, grutas, grietas, balcones, miradores  y ríos  de curso subterráneo. Sobre sus flancos, se encuentra fuentes termales ; tres de las cuales son muy activas, presentando un caudal importante,  y una temperatura generalmente superior a 60 grados.

## Historia

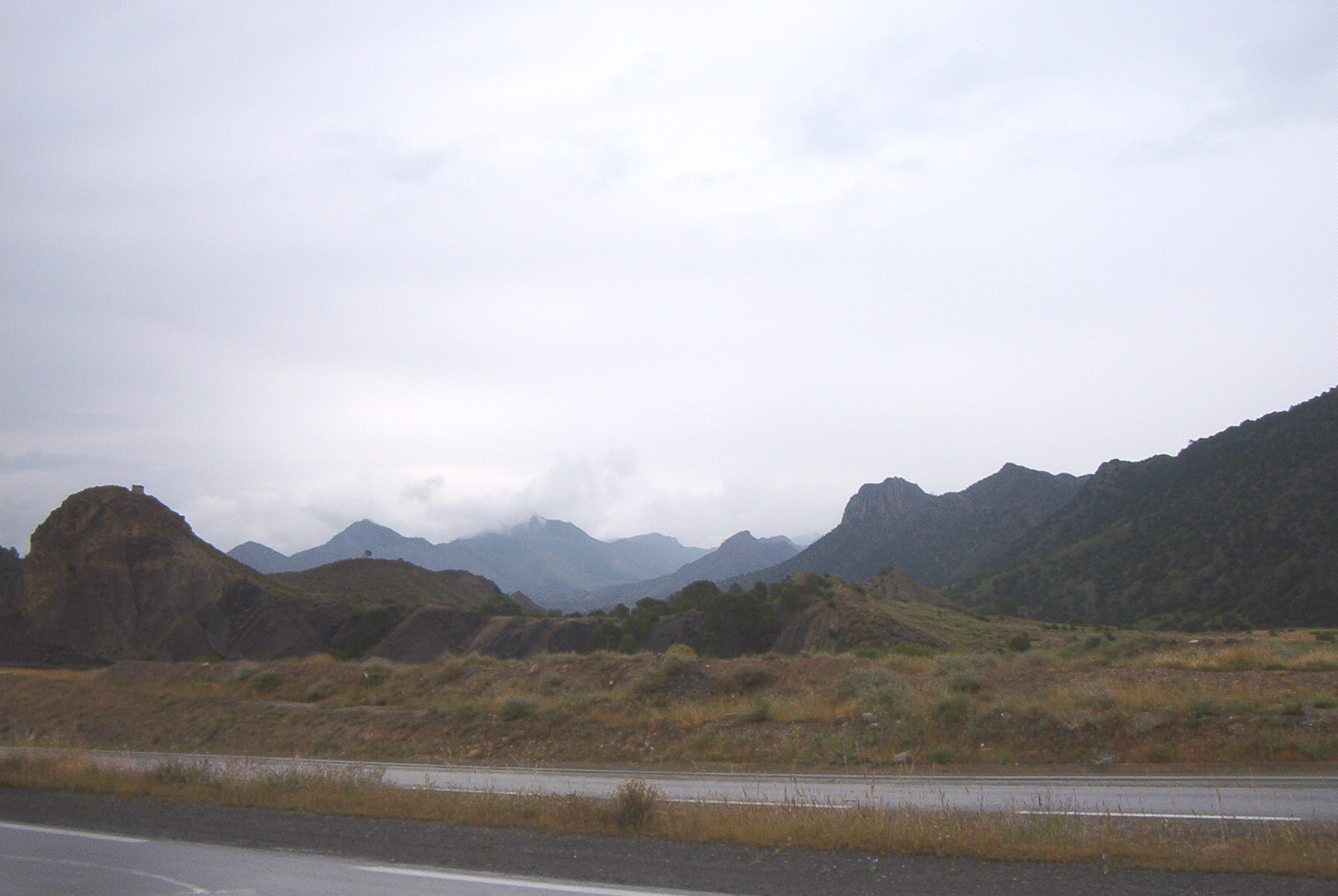
Cadena de los Bibans.

El itinerario de la gran «Puerta», no ha sido recorrido hasta principios del siglo  XVI , por los Otomanos que lo siguieron porque correspondía al trayecto más corto entre Argel y el Beylik del Este. Las tribus de la montaña que guardaban este paso recibían, un peaje de las tropas otomanas, un derecho cuya suma estaba fijada de antemano.
En la Antigüedad y durante la Edad Media  las vías de comunicación  más seguidas entre la Argelia central y la Argelia oriental pasaban mucho más al sur : la principal rodeaba por el sur los Montes de Hodna y el Zab y alcanzaba Sour El Ghozlane ; otro itinerario, conectaba directamente Sétif con Sour El Ghozlane a lo largo de  la vertiente sur de los Montes del Guergour y de la cadena de  los Bibans.
En la época de la Regencia de Argel ( siglo XVI -XIX  ), es en los Bibans donde  se encuentra el centro del Reino de Labes, la ciudadela  de la Kalaa. Los dirigentes de este reino casi independiente, los Amokrane, o Mokrani, dominan sobre todo la llanura de  Medjana al sur, pero un reto fundamental para ellos era el control de las Puertas de Hierro.
Durando la conquista de Argelia por Francia, un episodio crucial se desarrolla en octubre de 1839 : el franqueamiento de las Puertas de Hierro por una columna militar francesa incluyendo al duque de Orleans y al gobernador general Valée, la primera a realizar la ruta terrestre entre Argel y Constantina (conquistada en noviembre de 1837).
Este paso se desarrolla sin problemas, porque el mariscal Valée tenía, como mediador a  Ahmed El-Mokrani - reconocido como bachagha de Medjana por Francia -, pagando a los montañeses el derecho de peaje para poner fin a la ambición del Emir Abd el-Kader de controlar la Argelia central en su totalidad. A partir de ahora, las  oscuras  cláusulas del Tratado de Tafna quedaron obsoletas y se reanudó la guerra entre el Emir y Francia.